# Spoorlijn Port-de-Piles - Argenton-sur-Creuse
De spoorlijn Port-de-Piles - Argenton-sur-Creuse was een Franse spoorlijn van Joué-lès-Tours naar Châteauroux. De lijn was 102,2 km lang en heeft als lijnnummer 598 000.

## Geschiedenis
De lijn werd in gedeeltes geopend door de Compagnie du chemin de fer de Paris à Orléans, van Port-de-Piles naar Preuilly-Claise op 14 juni 1885, van Preuilly-Claise naar Le Blanc op 17 mei 1886en van Le Blanc naar Argenton-sur-Creuse op 8 april 1889. 
Het personenvervoer tussen Le Blanc en Argenton-sur-Creuse werd opgeheven op 22 juni 1940, tegelijk met het goederenvervoer. Op 27 juni 1940 werd ook het personenvervoer tussen Port-de-Piles en Le Blanc opgeheven. Op 7 april 1941 werd het goederenvervoer tussen Le Blanc en Argenton-sur-Creuse weer hervat. 
Tussen Tournon-Saint-Martin en Le Blanc werd het goederenvervoer opgeheven in 1965, tussen Le Blanc en Argenton-sur-Creuse ten tweede male op 20 mei 1994 en tussen La Haye-Descartes en Tournon-Saint-Martin op 30 juni 2005.

## Aansluitingen
In de volgende plaatsen is of was er een aansluiting op de volgende spoorlijnen:
Port-de-Piles
RFN 570 000, spoorlijn tussen Paris-Austerlitz en Bordeaux-Saint-Jean
Launay
RFN 599 000, spoorlijn tussen Châtellerault en Launay
Le Blanc
RFN 601 000, spoorlijn tussen Saint-Benoît en Le Blanc
Argenton-sur-Creuse
RFN 590 000, spoorlijn tussen Les Aubrais-Orléans - Montauban-Ville-Bourbon
RFN 697 000, spoorlijn tussen Argenton-sur-Creuse en La Chaussée